# Velika Lešnica
Velika Lešnica je naselje u Hrvatskoj u sastavu Grada Delnica. Nalazi se u Primorsko-goranskoj županiji.

## Zemljopis
Nalazi se zapadno od rječice Kupice. Sjeveroistočno su Krivac, Iševnica, Donji Ložac i Pucak, jugoistočno je Donje Tihovo, južno je Gornje Tihovo i Donji Turni, južno-jugoistočno je Dedin, jugozapadno je Raskrižje Tihovo, Marija Trošt, Gornji Turni, izvor rječice Kupice, park šuma Japlenški vrh, Delnice, istočno-jugoistočno je Mala Lešnica, jugoistočno su Radočaj Brodski, Skrad i geomorfološki rezervat Vražji prolaz i Zeleni vir, Podstena, Kupjak i Zalesina. Istočno je Planina Skradska.  

## Stanovništvo
| broj stanovnika | 129   | 137   | 156   | 138   | 119   | 135   | 108   | 101   | 70    | 65    | 53    | 45    | 35    | 23    | 22    | 16    | 4     |
|                 | 1857. | 1869. | 1880. | 1890. | 1900. | 1910. | 1921. | 1931. | 1948. | 1953. | 1961. | 1971. | 1981. | 1991. | 2001. | 2011. | 2021. |